# Haliclona vansoesti
Haliclona vansoesti är en svampdjursart som beskrevs av de Weerdt,de Kluijver och Gomez 1999. Haliclona vansoesti ingår i släktet Haliclona och familjen Chalinidae. Inga underarter finns listade i Catalogue of Life.